# Prêmio Memorial Richtmyer
O Prêmio Memorial Richtmyer (em inglês:  Richtmyer Memorial Award) é um prêmio de educação em física, denominado em homenagem a Floyd Karker Richtmyer e concedido anualmente pela American Association of Physics Teachers (AAPT). Dentre seus recipientes estão incluídos mais de 15 laureados com o Nobel.

## Estabelecimento e critério de premiação
Floyd Karker Richtmyer (1881–1939) foi um dos primeiros presidentes da American Association of Physics Teachers e seu trabalho auxiliou a moldar o desenvolvimento da física nos Estados Unidos. O prêmio foi estabelecido em 1941, sendo tipicamente concedido a educadores que contribuíram significativamente como professores em suas áreas. Premia aqueles que não apenas conduziram pesquisas atuais fundamentais em física, mas também aqueles que por meio da comunicação a estudantes e educadores difundem informação e motivação aos participantes da área. O emprego efetivo de um método de ensino visando transmitir informação e estimular o interesse em física é visto como altamente significativo no reconhecimento em si, em adição à efetiva importância da produção de nova pesquisa.
Os recipientes do prêmio apresentam uma palestra anual, a Richtmyer Lecture, destinada à comunicação com uma audiência leiga, durante o AAPT Winter Meeting.

## Recipientes
- 1941 - Arthur Holly Compton, Universidade de Chicago
- 1942 - Gordon Ferrie Hull, Dartmouth College
- 1944 - Karl Kelchner Darrow, Universidade Columbia
- 1945 - Isidor Isaac Rabi, Universidade Columbia
- 1946 - Paul Ernest Klopsteg, Universidade Northwestern
- 1947 - Robert Oppenheimer, Universidade da Califórnia
- 1948 - Homer Levi Dodge, Norwich University
- 1949 - Lee Alvin DuBridge, Instituto de Tecnologia da Califórnia
- 1950 - John Hasbrouck Van Vleck, Universidade Harvard
- 1951 - John Clarke Slater, Instituto de Tecnologia de Massachusetts
- 1952 - Enrico Fermi, Universidade de Chicago
- 1953 - Edward Mills Purcell, Universidade Harvard
- 1954 - John Archibald Wheeler, Universidade de Princeton
- 1955 - Eugene Paul Wigner, Universidade de Princeton
- 1956 - Walter Houser Brattain, Bell Labs
- 1957 - Emilio Gino Segrè, Universidade da Califórnia
- 1958 - Philip Morrison, Universidade Cornell
- 1959 - Charles Hard Townes, Universidade Columbia
- 1960 - James Van Allen, Universidade de Iowa
- 1961 - William Alfred Fowler, Instituto de Tecnologia da Califórnia
- 1962 - Thomas Gold, Universidade Cornell
- 1963 - Wolfgang Panofsky, Universidade Stanford
- 1964 - Fred Hoyle, Universidade de Cambridge
- 1965 - William Martin Fairbank, Universidade Stanford
- 1966 - Murray Gell-Mann, Instituto de Tecnologia da Califórnia
- 1967 - Robert Henry Dicke, Universidade de Princeton
- 1968 - Robert Rathbun Wilson, Fermilab
- 1969 - Subrahmanyan Chandrasekhar, Universidade de Chicago
- 1970 - Arthur Schawlow, Universidade Stanford
- 1971 - Edwin Land, Polaroid Corporation
- 1972 - Robert Benjamin Leighton, Instituto de Tecnologia da Califórnia
- 1973 - Michael Fisher, Universidade Cornell
- 1974 - Steven Weinberg, Universidade Harvard
- 1975 - Riccardo Giacconi , Universidade Harvard
- 1976 - Britton Chance, Universidade da Pensilvânia
- 1977 - Michael Tinkham, Universidade Harvard
- 1978 - Sidney Drell, Centro de Aceleração Linear de Stanford
- 1979 - William A. Nierenberg, Scripps Institution of Oceanography
- 1980 - Ed Stone, Instituto de Tecnologia da Califórnia
- 1981 - Hans Frauenfelder, Universidade de Illinois em Urbana-Champaign
- 1982 - Karen McNally, Instituto de Tecnologia da Califórnia
- 1983 - Edward Allan Frieman, Science Applications Inc., La Jolla, California
- 1984 - David Norman Schramm, Universidade de Chicago
- 1985 - Gerald Neugebauer, Instituto de Tecnologia da Califórnia
- 1986 - Leon Max Lederman, Fermilab
- 1987 - Clifford Martin Will, Universidade Washington em St. Louis
- 1988 - Peter A. Franken, Universidade do Arizona
- 1989 - Robert Joseph Birgeneau, Instituto de Tecnologia de Massachusetts
- 1990 - Steven Chu, Universidade Stanford
- 1991 - Larry W. Esposito, Universidade do Colorado em Boulder
- 1992 - Kip Thorne, Instituto de Tecnologia da Califórnia
- 1993 - Richard Smalley, Rice University
- 1994 - Sheldon Lee Glashow, Universidade Harvard
- 1995 - Joseph Henry Taylor, Universidade de Princeton
- 1996 - Carl Wieman, Universidade do Colorado
- 1997 - Harry Eugene Stanley, Universidade de Boston
- 1998 - Douglas Dean Osheroff, Universidade Stanford
- 1999 - Wayne H. Knox, Bell Labs
- 2000 - William Daniel Phillips, National Institute of Standards and Technology
- 2001 - Shirley Ann Jackson, Instituto Politécnico Rensselaer[2]
- 2002 - Jordan A. Goodman, Universidade de Maryland[3]
- 2003 - Margaret Murnane, Universidade do Colorado em Boulder[4]
- 2004 - Lene Hau, Universidade Harvard[5]
- 2005 - Carlos Bustamante, Universidade da Califórnia em Berkeley[6]
- 2006 - Neil Ashby, Universidade do Colorado em Boulder[1]
- 2007 - Alexei Filippenko, Universidade da Califórnia em Berkeley[7]
- 2008/9 - Vera Rubin, Carnegie Institution of Washington[8]
- 2010 - Not Awarded
- 2011 - Kathryn Moler, Universidade Stanford[9]
- 2012 - Brian Greene, Universidade Columbia[10]
- 2014 - Michael Berry, Universidade de Bristol